# Marcus Faria Figueiredo
Marcus Faria Figueiredo (1942 — 2 de agosto de 2014) foi um cientista político brasileiro, um dos pioneiros no país na área de estudos sobre comportamento eleitoral. 